# Ičiro Hosotani
Ičiro Hosotani (japonsko 細谷 一郎), japonski nogometaš, 21. januar 1946.
Za japonsko reprezentanco je odigral štiri uradne tekme.